# Julian Illingworth
Julian Illingworth (* 30. Januar 1984 in Portland, Oregon) ist ein ehemaliger US-amerikanischer Squashspieler.

## Karriere
Julian Illingworth begann seine professionelle Karriere in der Saison 2003 und gewann zwölf Titel auf der PSA World Tour. Seine höchste Platzierung in der Weltrangliste erreichte er mit Position 24 im Januar 2012. Von 2005 bis 2012 gewann er ohne Unterbrechung die US-amerikanischen Meisterschaften, was einen Rekord darstellt. 2008 wurde er sowohl im Einzel als auch mit der US-amerikanischen Nationalmannschaft Panamerikameister. Bei Panamerikanischen Spielen gewann Julian Illingworth bislang drei Medaillen. 2007 unterlag er im Einzelfinale in Rio de Janeiro dem Mexikaner Eric Gálvez und gewann Silber. Auch 2011 in Guadalajara gewann er eine Silbermedaille. Im Endspiel des Doppelwettbewerbs unterlag er an der Seite von Christopher Gordon den Mexikanern Arturo Salazar und erneut Eric Gálvez. Mit der US-amerikanischen Mannschaft gewann er Bronze. Mit der Nationalmannschaft nahm er 2005, 2007, 2009, 2011 und 2013 an Weltmeisterschaften teil. In der Saison 2012/13 gewann er als erster Spieler die neugeschaffene US Pro Squash Series. Seine letzte volle Saison bestritt er in der Saison 2013/14, anschließend nahm er bis 2017 noch vereinzelt an Turnieren in den Vereinigten Staaten teil. 2024 wurde er in die U.S. Squash Hall of Fame aufgenommen.

## Privat
2006 beendete Julian Illingworth erfolgreich sein Studium an der Yale University, für die er während seines Studiums im Collegesport aktiv war.

## Erfolge
- Panamerikameister: 2008
- Panamerikameister mit der Mannschaft: 2008
- Gewonnene PSA-Titel: 12
- Panamerikanische Spiele: 2 × Silber (Einzel 2007, Doppel 2011), 1 × Bronze (Mannschaft 2011)
- US Pro Squash Series: 2013
- US-amerikanischer Meister: 9 Titel (2005–2012, 2014)